# Поццобонелли, Джузеппе
Джузеппе Поццобонелли (итал. Giuseppe Pozzobonelli; 11 августа 1696, Милан, Миланское герцогство — 27 апреля 1783, там же) — итальянский кардинал, доктор обоих прав. Архиепископ Милана с 15 июля 1743 по 27 апреля 1783. Кардинал-священник с 9 сентября 1743, с титулом церкви Санта-Мария-ин-Виа с 23 сентября 1743 по 2 августа 1758. Кардинал-священник с титулом церкви Санта-Мария-сопра-Минерва с 2 августа 1758 по 28 мая 1770. Кардинал-священник с титулом церкви Сан-Лоренцо-ин-Лучина с 28 мая 1770. Кардинал-протопресвитер с 28 мая 1770.